# República Democrática do Congo nos Jogos Olímpicos de Verão de 2008
A República Democrática do Congo (antigo Zaire) competiu nos Jogos Olímpicos de Verão de 2008, em Pequim, na China.

## Desempenho

### Atletismo
| Atleta        | Prova           | Elims. | Elims. | 1/4 de final | 1/4 de final | Semifinal   | Semifinal   | Final       | Final       |
| Atleta        | Prova           | Res.   | Pos.   | Res.         | Pos.         | Res.        | Pos.        | Res.        | Pos.        |
| ------------- | --------------- | ------ | ------ | ------------ | ------------ | ----------- | ----------- | ----------- | ----------- |
| Gary Kikaya   | 400 m masculino | 44s89  | 4º     |              |              | 44s94       | 10º         | Não avançou | Não avançou |
| Franka Magali | 100 m feminino  | 12s57  | 65º    | Não avançou  | Não avançou  | Não avançou | Não avançou | Não avançou | Não avançou |

### Boxe
| Atleta              | Peso  | 1/16 de final          | 1/8 de final           | 1/4 de final           | Semifinais             | Final                  |             |
| Atleta              | Peso  | Adversário e resultado | Adversário e resultado | Adversário e resultado | Adversário e resultado | Adversário e resultado |             |
| ------------------- | ----- | ---------------------- | ---------------------- | ---------------------- | ---------------------- | ---------------------- | ----------- |
| Herry Saliku Biembe | Médio | GRE G. Gazis D 2-7     | Não avançou            | Não avançou            | Não avançou            | Não avançou            | Não avançou |

### Judô
| Atleta            | Prova  | Preliminar             | 1/16 de final               | 1/8 de final           | 1/4 de final           | Semifinais             | Repescagem 1ª fase     | Repescagem 2ª fase     | Repescagem Semifinais  | Final                  |
| Atleta            | Prova  | Adversário e resultado | Adversário e resultado      | Adversário e resultado | Adversário e resultado | Adversário e resultado | Adversário e resultado | Adversário e resultado | Adversário e resultado | Adversário e resultado |
| ----------------- | ------ | ---------------------- | --------------------------- | ---------------------- | ---------------------- | ---------------------- | ---------------------- | ---------------------- | ---------------------- | ---------------------- |
| Lundoloki Kibanza | −73 kg |                        | TJK R. Boqiev D 0000 - 0210 | Não avançou            | Não avançou            | Não avançou            | Não avançou            | Não avançou            | Não avançou            | Não avançou            |

### Natação
| Atleta                  | Prova                | Elims. | Elims. | Semifinal   | Semifinal   | Final       | Final       |
| Atleta                  | Prova                | Tempo  | Pos.   | Tempo       | Pos.        | Tempo       | Pos.        |
| ----------------------- | -------------------- | ------ | ------ | ----------- | ----------- | ----------- | ----------- |
| Stany Kempompo Ngangola | 50 m livre masculino | 35s19  | 97º    | Não avançou | Não avançou | Não avançou | Não avançou |